# Indigofera coerulea
Indigofera coerulea är en ärtväxtart som beskrevs av William Roxburgh. Indigofera coerulea ingår i släktet indigosläktet, och familjen ärtväxter.

## Underarter
Arten delas in i följande underarter:
- I. c. coerulea
- I. c. monosperma
- I. c. occidentalis